# Vita Brevis (Gaarder)
Ne doit pas être confondu avec Vita brevis.
Vita brevis (« vie brève ») est un livre écrit par Jostein Gaarder, paru en 1996. Gaarder présente le texte comme écrit par celle qui a été la concubine d'Augustin d'Hippone jusqu'à quelques mois de sa conversion.

## Intrigue
En introduction, Gaarder soutient qu'il a trouvé le vieux manuscrit dans une librairie de Buenos Aires et qu'il l'a traduit. Selon lui, le livre a été écrit par Floria Aemilia, la concubine d'Augustin qu'il a abandonnée. Ce livre aurait été écrit comme une réponse à l'ouvrage d'Augustin Les Confessions où il la mentionne sans citer son nom.